# Cometes peruvianus
Cometes peruvianus là một loài bọ cánh cứng trong họ Cerambycidae.